# Уйвар
Уйвар (рум. Uivar) — село у повіті Тіміш в Румунії. Входить до складу комуни Уйвар.
Село розташоване на відстані 429 км на захід від Бухареста, 27 км на південний захід від Тімішоари.

## Населення
За даними перепису населення 2002 року у селі проживали 1199 осіб.
Національний склад населення села:
| Національність | Кількість осіб | Відсоток |
| -------------- | -------------- | -------- |
| румуни         | 1015           | 84,7%    |
| цигани         | 98             | 8,2%     |
| угорці         | 60             | 5,0%     |
| німці          | 22             | 1,8%     |

Рідною мовою назвали:
| Мова      | Кількість осіб | Відсоток |
| --------- | -------------- | -------- |
| румунська | 1057           | 88,2%    |
| циганська | 62             | 5,2%     |
| угорська  | 58             | 4,8%     |
| німецька  | 18             | 1,5%     |